# Bernard Ghobert
Pour les articles homonymes, voir Ghobert.
 (novembre 2018).
Bernard Ghobert, né le 14 février 1914 à Woluwe-Saint-Lambert et mort le 5 août 1975 à Uccle, est un peintre "aux crayons de couleur". Il a utilisé les crayons gras comme matière picturale.
Inspirées de la réalité, ses œuvres sont de nature poétique et obéissent à une vision intérieure.

## Biographie
Bernard Ghobert naît le 14 février 1914 à Woluwe-Saint-Lambert. Il est le fils de l'architecte-peintre Jules Ghobert, et frère de Milo Ghobert.
Bernard Ghobert dessine dès l’enfance, et déjà uniquement aux crayons de couleur. Il collabore une dizaine d’années avec son père à l’étude de problèmes esthétiques.
Il suit une courte formation à l'académie de Bruxelles.
De 1950 à 1965, il est conseiller artistique dans diverses sociétés de matériaux de construction, et conçoit ou réalise plusieurs décorations murales.
En 1950, il obtient le second prix du Concours International d’Affiches du Plan Marshall.
Essentiellement autodidacte, c’est sur les conseils du peintre Charles Counhaye que, la même année, il présente sa première exposition. D’autres suivront dès lors régulièrement, tant en Belgique qu’à l’étranger.
Sa technique fait un usage original des crayons de couleur gras conçus, non pas comme moyen graphique, mais comme matière picturale à part entière : le support – toujours le papier – est entièrement couvert d’une juxtaposition et, le plus souvent, d’une superposition de traits rectilignes. Les œuvres ne sont jamais le fruit d’un travail d’après nature.
En 1965, il décide de se consacrer uniquement à son art, qui va aller vers toujours plus de pureté, de dépouillement et de plénitude ; les formes se géométrisent, le trait de crayon devient plus fin.
Entre-temps, il fait de nombreux et longs séjours en Italie, notamment en Sicile, près de Palerme, où il exécute une grande fresque en 1972. Il est membre fondateur du groupe « Artes Bruxellae ».
Il meurt le 5 août 1975 à Uccle.

## Citations
- « Alors, seulement, l’amateur d’art peut s’abandonner au plaisir de la révélation, en quête d’une joie subtile et se laisser aller aux rêveries qui naissent du mystère et du secret des choses ».
- « Il faut aller au–delà de la toile. Un dessin ou une peinture doit comporter une part de mystère et s’adresser non seulement au regard, mais au cœur et à l’esprit ».

## Muséographie
- État belge
- Communauté française de Belgique
- Musées royaux des Beaux-Arts de Belgique/Koninklijke Musea voor Schone Kunsten van België, Bruxelles/Brussel
- Cabinet des Estampes et des Dessins (Bibliothèque royale Albert Ier), Bruxelles
- Kunstmuseum aan Zee – MuZee (ex Stedelijk Museum voor Schone Kunsten), Oostende
- Musée de Louvain-la-Neuve (donations Serge Goyens de Heusch, Boyadjian & Meeùs)
- Musée Marthe Donas, Ittre
- Province du Brabant wallon
- Commune de Woluwe-Saint-Lambert, Bruxelles
- Commune de Molenbeek-Saint-Jean, Bruxelles
- Banque Nationale de Belgique, Bruxelles
- Banque Belfius (ex Crédit Communal-Dexia), Bruxelles